# Inden
Inden je grad u Sjevernoj Rajni-Vestfaliji u Njemačkoj. Nalazi se 10 km sjeverno od Dürena.

## Zemljopisni položaj
Susjedne zajednice od Indena su : Jülich, Niederzier, Düren, Langerwehe, Eschweiler i Aldenhoven.

## Četvrti grada
- Frenz
- Inden/Altdorf
- Lamersdorf
- Lucherberg
- Pier
- Schophoven
- Viehöven

## Politika
| Stranka               | Broj zastupnika |
| --------------------- | --------------- |
| SPD                   | 9               |
| CDU                   | 6               |
| UDB                   | 5               |
| FDP                   | 3               |
| Bündnis 90/Die Grünen | 3               |